# Jean Rigaud (peintre)
Pour les articles homonymes, voir Jean Rigaud et Rigaud.
Pour l’article ayant un titre homophone, voir Jean Rigaux.
Jean Rigaud (né Jean Charles François Rigaud le 15 juin 1912 à Bordeaux et mort le 7 février 1999 à Paris) est un peintre de la Marine française.

## Biographie
Fils de Pierre-Gaston Rigaud, lui-même artiste peintre, filleul de Charles Tournemire, Jean Rigaud entre en 1921 à Sainte-Croix de Neuilly où il obtient le baccalauréat en 1930. il est ensuite élève à l'École nationale supérieure des beaux-arts. Il se marie en 1936 avec Françoise Cazaumayou, une des sœurs d'André Caza. Ils ont quatre enfants, dont Olivier Rigaud, architecte. Il donne des cours de peinture dans son atelier parisien du 173 Boulevard Pereire, il est également professeur de dessin à Saint-Honoré d'Eylau et à Sainte-Croix de Neuilly.
En 1937, il peint une fresque "Lot et Garonne - Gers" avec son père pour le pavillon de Guyenne et de Gascogne de l'Exposition universelle de 1937 et ils reçoivent une médaille d'or. À Paris, en 1938, il réalise des toiles marouflées pour l'Église Sainte-Eugénie de Pontonx-sur-l'Adour, on trouve au revers du clocher, Jésus ressuscité apparaissant à Marie-Madeleine et Jésus et la Samaritaine au puits de Jacob. Les huit autres, qui occupent les écoinçons des cinq grandes arcades, avec chacune deux figures, auraient été peintes à Urt. Dans une disposition manifestement hiérarchique en avançant vers le chœur, elles représentent douze saints et saintes, dont plusieurs landais, puis quatre figures de la Vierge à l'Enfant, avec en arrière-plan un édifice qui aide à l'identification, et quatre anges. On reconnaît le père Louis-Édouard Cestac, apparenté à la famille de son épouse, saint Vincent de Paul, saint Michel Garicoïts, saint Dominique et saint François, saint Louis et sainte Jeanne d'Arc.
Prisonnier de guerre, au Stalag VIIA de Moosburg en 1940, il y réalise de nombreux dessins sensibles. À la fin de la guerre, il participe avec Rose Valland, à la commission de récupération artistique.
Amateur de voyages et de mer, il est nommé peintre de la Marine le 1er janvier 1956 puis titulaire le 1er juin 1979. Toute son œuvre est consacrée aux paysages et à des natures mortes aux couleurs chaudes. Comme les autres peintres de la Marine, sa signature est suivie d'une ancre qui indique sa qualité de Peintre de la Marine.
Il peint de nombreuses toiles à L'Île-d'Yeu, le port, l'école de voile, qu'il découvre dans les années 1950 et où il vit jusqu'à la fin de sa vie. Il participe au 210e anniversaire de la déclaration de l'indépendance des États-Unis en 1986, invité sur la Jeanne d'Arc (porte-hélicoptères) puis à l'Armada de Rouen en 1989. Il se rend fréquemment à Venise. Il expose dans de nombreuses galeries Paul Durand-Ruel, galerie Carré, à Brie-Comte-Robert et est apprécié aux États-Unis. Il prépare en 1998 une grande exposition rétrospective de son œuvre au Musée national de la Marine mais meurt peu avant l'inauguration, en février 1999. L'île d'Yeu lui rend hommage en 2012 pour le centenaire de sa naissance.
Les Salons parisiens
Jean Rigaud exposait chaque année une œuvre dans la plupart des grands salons parisiens, notamment celui de la Société nationale des Beaux-Arts, du comité de laquelle il était membre. Il exposait aussi régulièrement au salon "Comparaisons" dans le groupe de Maurice Boitel à qui il fera découvrir l'île d'Yeu.

## Distinctions
- Médaille d'argent 1935 de la Société des artistes français[5].
- Médaille de l'ordre du mérite maritime, 1989

## Toiles acquises par l'État français
- Musée national de la Marine
- Musée de Niort
- Musée des Beaux-Arts de Tours
- Musées de Poitiers
- Musée de Dax
- Musée de Mulhouse
- Musée de Cholet
- Musée de Pontoise
- Musée de Strasbourg

## Œuvres
Réf. :
- 1918 Nature morte Gouache

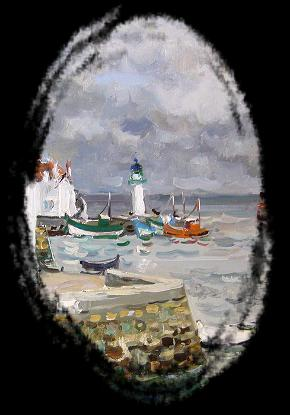
Détail du tableau Sauzon Belle-Île Les maisons 1975.

- 1938 Asnières "Les Péniches sous la neige" (46x38)
- 1935 Portrait en pied de Pierre Gaston Rigaud, médaille des artistes français
- 1939 Portrait de mon père (65x54)
- 1940 Le Guitariste - Stalag 7A (42x32)
- 1941 Les joueurs d'échecs - Stalag 7A (42x32)
- 1941 Cafard - Stalag 7A (92x65)
- 1946 Innsbruck - Abbaye de Wilten (25x32)
- 1947 Prague (25x32) Gouache
- 1951 Grenade (Espagne) "Quartier gitan" (46x38)
- 1952 Nature morte noir et rouge (100x81)
- 1953 Ismaïlia "les Felouques" (73x60)
- 1954 Rascasses (73x50)
- 1954 Garagus (Égypte) (35x27)
- 1954 Fez "Les Remparts" (73x60)
- 1954 Le Château et l'église de l'Île de Noirmoutier (65x54)
- 1955 Modèle de Auguste Rodin (61x50)
- 1955 Pont-l'Abbé "Les Châtaigniers" (65x54)
- 1955 Arrivée du Jean Bart (bâtiment de ligne) à New York (35x27)
- 1955 Hossegor "Les pins morts" (35x27)
- 1955 Château de Versailles (73x60)
- 1955 Fruit de mer (73x50)
- 1956 L'Île de Sein (61x46)
- 1956 Anvers "Les Polders sous la neige" (61x50)
- 1956 Ålesund (73x60)
- 1956 Portrait de Charles Oulmont
- 1957 Hambourg "le Chantier naval (55x46)
- 1957 La corde de Cèpes (73x50)
- 1957 Hambourg "les Remorqueurs" (35x27)
- 1957 L'Île de Sein (65x50)
- 1958 Saintes-Maries-de-la-Mer "Les cabanes" (55x46)
- 1958 l'île d'Yeu "Le petit Phare" (73x60)
- 1958 l'île d'Yeu "Le Thonier (65x50)
- 1958 "Noyelle (Somme)" (65x50)
- 1959 Anvers les Remorqueurs (61x50)
- 1960 Inondation à Lagny (55x46)
- 1960 Paysage de Castille (27x19)
- 1960 Rotterdam (73x60)
- 1960 Salamanque la Cathédrale (35x27)
- 1960 Tolède "Les oliviers" (73x50)
- 1960 Honfleur "La Baie de Seine" (55x27)
- 1960 Mise à l'eau du Porte-avion Foch (46x27)
- 1969 Lesconil "Le bateau noir" (92x60)
- 1961 Anvers "Les Remorqueur" (46x27)
- 1961 Saintes-Maries-de-la-Mer (81x54)
- 1962 Sartrouville sous la neige (92x60)
- 1962 Le village d'Eygalières (92x60)
- 1962 Lévis-Saint-Nom l'église (41x33)
- 1963 Océan Indien "Ravitaillement en mer" (46x33)
- 1963 Yport (100x65)
- 1963 Les Baux-de-Provence (92x60)
- 1963 L'Île-d'Yeu "Port Joinville" (55x38)
- 1964 L'Île-d'Yeu "Port Joinville" (61x50)
- 1965 La Rochelle "Les tours"" (92x60)
- 1965 Tournesols (100x65)
- 1965 La Soupiére blanche (100x81)
- 1965 Les Bouteilles (81x65)
- 1966 St Estèphe "Les Roseaux" (55x33)
- 1968 Yport "La Caïque" (73x50)
- 1968 Doëlan "Contre-jour" (35x27)
- 1968 Honfleur "Les Roseaux" (27x19)
- 1968 "les Truite" (46x27)
- 1968 La Flèche "Le loir" (73x50)
- 1968 Noirmoutier "Les Moulins" (92x60)
- 1968 L'Île-d'Yeu "Le Port (35x27)
- 1970 l'île d'Yeu"Neige à la Meule" (92x60)
- 1970 Le Crotoy "Brouillard" (35x27)
- 1970 Honfleur "La plage" (100x65)
- 1970 Île de Sein "Marée basse" (73x50)
- 1972 Port de goulée "Le chaland" (73x50)
- 1972 Portbail (73x50)
- 1972 Saint-Jean-de-Luz "Le port" (73x50)
- 1972 L'Automne en Sologne (73x50)
- 1972 Le Homard (100x81)
- 1972 Sologne "Les Bouleaux (92x60)
- 1973 l'île d'Yeu"École de voile" (35x27)
- 1973 Pors-Poulhan (65x50)
- 1975 Les Maïs (100x65)
- 1975 Honfleur "Les Crevettiers" (35x27)
- 1976 Fromentine "le Chaland" (35x27)
- 1976 Sologne "Contre-jour" (46x33)
- 1982 Venise "Rio dei Mendicanti" (64x49)
- 1986 Ile d'Yeu, "rue à St Sauveur" (73x50)
- 1993 Matin à l'île de Sein (65x50)
- 1995 Maisons à Lesconil, Bretagne (27x22)
- 1996 Port et église, Saint-Guénolé de Batz-sur-Mer (73x51)